# P.U.L.S.E. (концерт)
P.U.L.S.E. (стилизированное написание: P•U•L•S•E) — видеоверсия концерта группы Pink Floyd, прошедшего 20 октября 1994 года в Лондонском «Эрлс корте».

## О концертной записи
Изначально видеоверсия концерта была выпущена на VHS и LaserDisc в 1995 году.
Выпуск DVD-версии был задержан из-за длительной работы по изменению и дополнению материала для создания высококачественного релиза. Первоначально выпуск планировался на 22 сентября 2005 года в виде двух DVD-дисков, но позже был перенесен на 10 июля 2006 года в Великобритании и Европе и 11 июля 2006 в остальных странах.
Концерт проходил в рамках тура в поддержку альбома The Division Bell. Музыка сопровождалась красочным шоу с применением огромного количества прожекторов и лазеров, двух больших надувных свиней, пролетающего над зрителями самолёта и демонстрацией видеороликов на экране в форме человеческого глаза.
Во второй части концерта был целиком исполнен альбом The Dark Side of the Moon.

## Список композиций

### DVD-версия
| 1. «Shine On You Crazy Diamond» (концертная версия) 2. «Learning to Fly» 3. «High Hopes» 4. «Take It Back» 5. «Coming Back to Life» 6. «Sorrow» 7. «Keep Talking» 8. «Another Brick in the Wall (Part 2)» 9. «One of These Days» | 1. «Speak to Me» 2. «Breathe» 3. «On the Run» 4. «Time» 5. «The Great Gig in the Sky» 6. «Money» 7. «Us and Them» 8. «Any Colour You Like» 9. «Brain Damage» 10. «Eclipse» 11. «Wish You Were Here» 12. «Comfortably Numb» 13. «Run Like Hell» |

## Заменённые кадры в DVD
DVD-версия содержит несколько отредактированных кадров из оригинального релиза 1995 года. Во время тура The Division Bell Tour фраза «Enigma» (или «Publius Enigma») была видна на сцене (иногда надпись изображалась световыми лучами, а иногда выводилась на заднем экране). В оригинальном релизе 1995 года видно, как во время песни «Another Brick In the Wall (Part 2)» слово «Enigma» отображается на экране. Но в DVD-версии она была заменена на надпись «E=MC2». Тем не менее, при покадровом просмотре надпись «Enigma» всё ещё видна.

## Участники записи
- Дэвид Гилмор — вокал, гитара, слайд-гитара Jedson lap steel, ток-бокс
- Ричард Райт — клавишные, вокал
- Ник Мэйсон — ударные, гонг

Приглашённые музыканты
- Тим Ренвик[англ.] — гитара, бэк-вокал
- Гай Пратт — бас-гитара, вокал
- Джон Кэрин[англ.] — клавишные, вокал, программирование
- Гари Уоллис[англ.] — перкуссия
- Дик Пэрри — саксофон
- Сэм Браун — бэк-вокал
- Клаудия Фонтейн[англ.] — бэк-вокал
- Дурга МакБрум[англ.] — бэк-вокал

Производство
- Лана Топхэм — продюсер
- Дэвид Маллет — режиссёр
- Каролин Райт — концепция клипа «Brain Damage»
- Марк Брикман — постановка шоу и света
- Сторм Торгерсон — постановка съемки
- Джеймс Гатри и Дэвид Гилмор — звук
- Стивен О’Рурк — исполнительный продюсер

## Сертификации
| Регион | Сертификация   | Продажи  |
| --- | -------------- | -------- |
| Австралия (ARIA) | 14× Платиновый | 210 000^ |
| Австрия (IFPI Austria)                                                                                                   | Платиновый     | 10 000*  |
| Бразилия (ABPD) | Бриллиантовый  | 125 000* |
| Канада (Music Canada) | 2× Платиновый  | 20 000^  |
| Дания (IFPI Danmark) | Золотой        | 20 000^  |
| Финляндия (Musiikkituottajat)                                                                                            | Платиновый     | 13,965   |
| Франция (SNEP) | Бриллиантовый  | 100 000* |
| Германия (BVMI) | 7× Золотой     | 175 000^ |
| Новая Зеландия (RMNZ) | 12× Платиновый | 60 000^  |
| Польша (ZPAV) | 3× Платиновый  | 30 000*  |
| Португалия (AFP) | 4× Платиновый  | 32 000^  |
| Испания (PROMUSICAE) | 2× Платиновый  | 50 000^  |
| Швейцария (IFPI Switzerland)                                                                                             | 3× Платиновый  | 18 000^  |
| Великобритания (BPI) | 5× Платиновый  | 250 000* |
| США (RIAA) | 8× Платиновый  | 800 000^ |
| * Данные о продажах приведены только на основе сертификации. ^ Данные о тиражах приведены только на основе сертификации. |                |          |